# Pochette (instrument muzical)

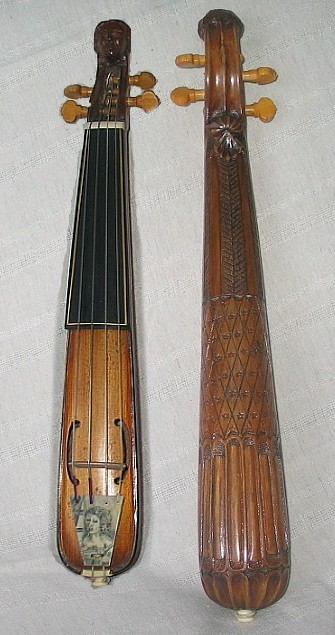
Modele de pochette

Pochette sau violino piccolo este un mic instrument cu coarde frecate din varietatea cu arcuș. Este în esență un instrument de lemn foarte mic, asemănător unei viori, conceput pentru a încăpea într-un buzunar, de unde și numele său comun, „pochette” (în franceză pochette: buzunar mic); în engleză, instrumentul se numește kit violin (vioară de buzunar), în germană, Tanzmeistergeige (literar: vioara profesorului de dans).

## Istoric

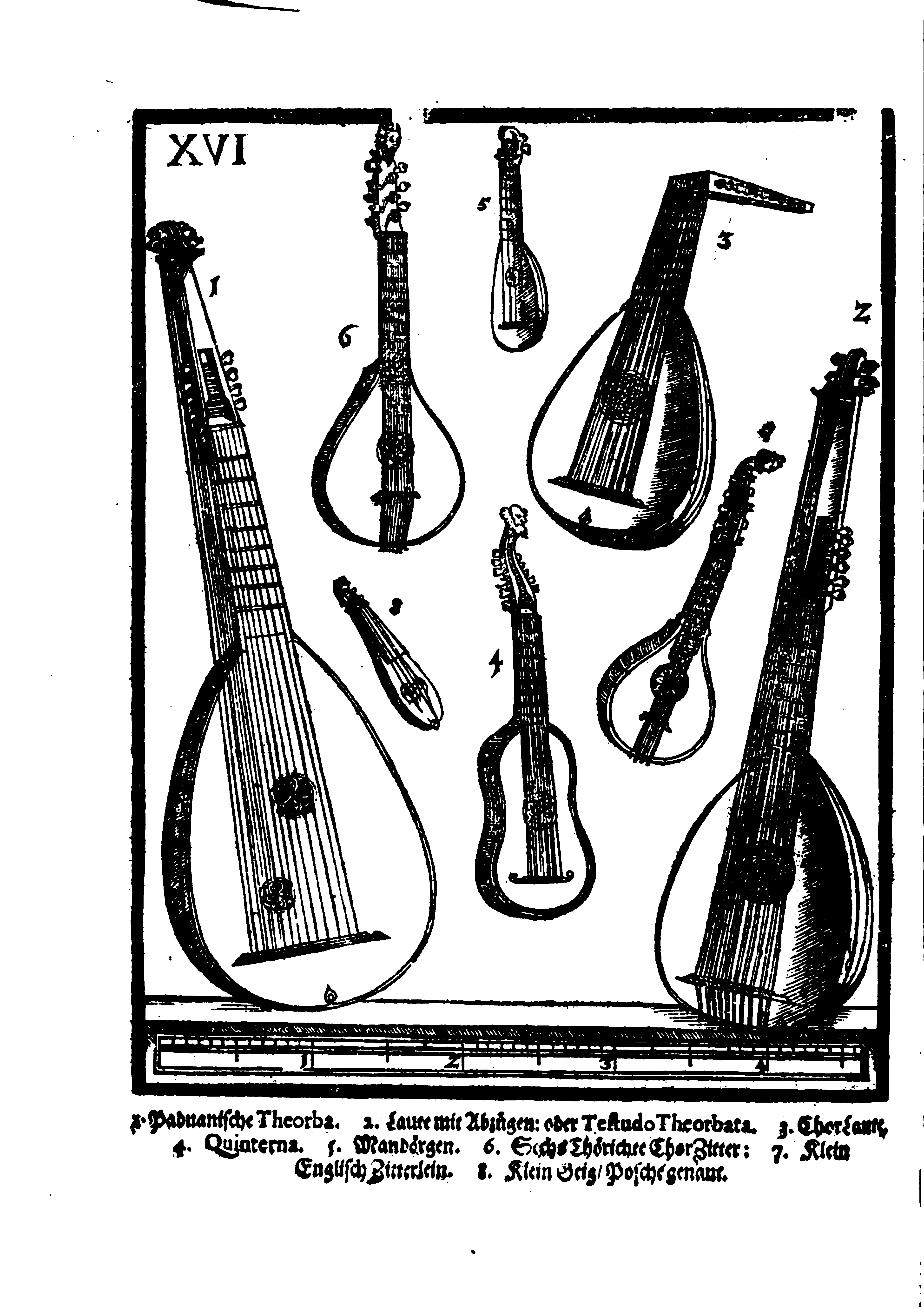
Syntagma musicum: Nr. 8 „Mica-vioară, numită pochette“

Instrumentul muzical pochett din secolele al XVII-lea și al XVIII-lea, a produs un sunet care era în mod corespunzător subțire, datorită dimensiunilor sale mici.
Se presupune că acest instrument este descendent din rebecul cu patru corzi, din sec. al XVI-lea. Unul din cele mai vechi exemplare, datat din 1520, este expus în Muzeul Național din Copenhaga fiind descris de Fruykland în Studien über die Pochette din 1917.
Lutierii au fost inspirați de acest model de rebec și au creat un instrument mai mic, folosit de meșterii de dans, conferindu-i diferite forme de violină, violă sau de chitară.

## Construcția
Forma îngustă a viorii le-a permis profesorilor de dans să cânte o melodie și în același timp, să arete elevilor pașii de dans care trebuiau învățați. Viorile lungi de 35 până la 55 centimetri în acea vreme, erau purtate în buzunare alungite cusute pe poala hainei. Eclisele aveau o înălțime de 4-5 cm.
Modelele de la producătorii renumiți de viori, cum ar fi Stradivari și Lupot, erau cunoscute prin faptul că aveau un corp mic de vioară, cu un gât lung.
Vioara maestrului de dans avea inițial trei coarde, iar din secolul al XVIII-lea patru coarde, acordate în cvinte, co o octavă mai sus decât violina modernă, iar limba nu prezintă taste. Arcușul fiind proporțional cu instrumentul, avea bagheta de la 21 la 36 cm. Este alcătuit dintr-o bucată de lemn în formă de spatulă, a cărei parte superioară mai subțire formează gâtul cu tastatura și cuiele, în timp ce corpul este din lemn de nuc scobit și reprezintă cutia de rezonanță, care este închisă de un capac.
Pentru nobilime au fost realizate exemplare deosebit de costisitoare. „Grand Dauphin” deținea o pochette cu arcuș de fildeș. La alte instrumente, spatele, gâtul, tastatura și arcușul au fost realizate artistic din carapace de baga decorate cu incrustații de sârmă de argint.